# Indonezja na Letnich Igrzyskach Olimpijskich 1988
Indonezję na Letnich Igrzyskach Olimpijskich 1988 reprezentowało 29 zawodników: 23 mężczyzn i 6 kobiet. Był to 8. start reprezentacji Indonezji na letnich igrzyskach olimpijskich.

## Zdobyte medale
| Medal  | Zawodnik                                                       | Dyscyplina | Konkurencja   | Rezultat            |
| ------ | -------------------------------------------------------------- | ---------- | ------------- | ------------------- |
| Srebro | Lilies Handayani, Nurfitriyana Saiman-Lantang, Kusuma Wardhani | Łucznictwo | gra drużynowa | 952 punkty w finale |

## Skład kadry

### Boks
Mężczyźni
- Ilham Lahia - waga piórkowa - 17. miejsce
- Adrianus Taroreh - waga lekka - 17. miejsce

### Lekkoatletyka
Mężczyźni
- Mardi Lestari - 100 metrów - odpadł w półfinałach
- Elieser Wattebosi - 400 metrów - odpadł w eliminacjach
- Edward Nabunone

5000 metrów - odpadł w eliminacjach
10 000 metrów - odpadł w eliminacjach
- Mardi Lestari, Kresno Eko Pambudi, Elieser Wattebosi, Mohamed Yusuf - 4 × 100 metrów - odpadli w eliminacjach

### Łucznictwo
Mężczyźni
- Safruddin Mawi - indywidualnie - 48. miejsce

Kobiety
- Nurfitriyana Saiman-Lantang - indywidualnie - 9. miejsce
- Kusuma Wardhani - indywidualnie - 19. miejsce
- Lilies Handayani - indywidualnie - 30. miejsce
- Lilies Handayani, Nurfitriyana Saiman-Lantang, Kusuma Wardhani - drużynowo - 2. miejsce

### Pływanie
Mężczyźni
- Richard Sam Bera

50 metrów st. dowolnym - 41. miejsce
100 metrów st. dowolnym - 47. miejsce
200 metrów st. dowolnym - 48. miejsce
400 metrów st. dowolnym - 43. miejsce
200 metrów st. zmiennym - 37. miejsce
- Wirmandi Sugriat

50 metrów st. dowolnym - 55. miejsce
100 metrów st. klasycznym - 44. miejsce
200 metrów st. klasycznym - 39. miejsce
200 metrów st. zmiennym - 38. miejsce

### Podnoszenie ciężarów
Mężczyźni
- Sodikin - waga musza - 15. miejsce
- Dirdja Wihardja - waga kogucia - 4. miejsce
- Yon Haryono - waga kogucia - 18. miejsce
- Catur Mei Studi - waga piórkowa - niesklasyfikowany
- I Nyoman Sudarma - waga średnia - 10. miejsce

### Strzelectwo
Kobiety
- Selvyana Adrian-Sofyan

Pistolet sportowy, 25 m - 35. miejsce
Pistolet pneumatyczny, 10 m - 32. miejsce

### Szermierka
Mężczyźni
- Alkindi - floret - 67. miejsce

Kobiety
- Silvia Koeswandi - floret - 43. miejsce

### Tenis stołowy
Mężczyźni
- Tonny Maringgi - gra pojedyncza - 49. miejsce

### Tenis ziemny
Mężczyźni
- Hary Suharyadi, Donald Wailan Walalangi - gra podwójna - 17. miejsce

Kobiety
- Yayuk Basuki - gra pojedyncza - 33. miejsce

### Zapasy
Mężczyźni
- Suryadi Gunawan - waga ekstralekka, styl wolny - niesklasyfikowany
- Surya Saputra - waga musza, styl wolny - niesklasyfikowany

### Żeglarstwo
Mężczyźni
- Abdul Malik Faisal - windsurfing - 27. miejsce
- Eddy Sulistianto - Open Finn - 31. miejsce